# Tsiklon (satellite)
Cet article concerne le satellite de navigation. Pour le lanceur, voir Tsiklon.

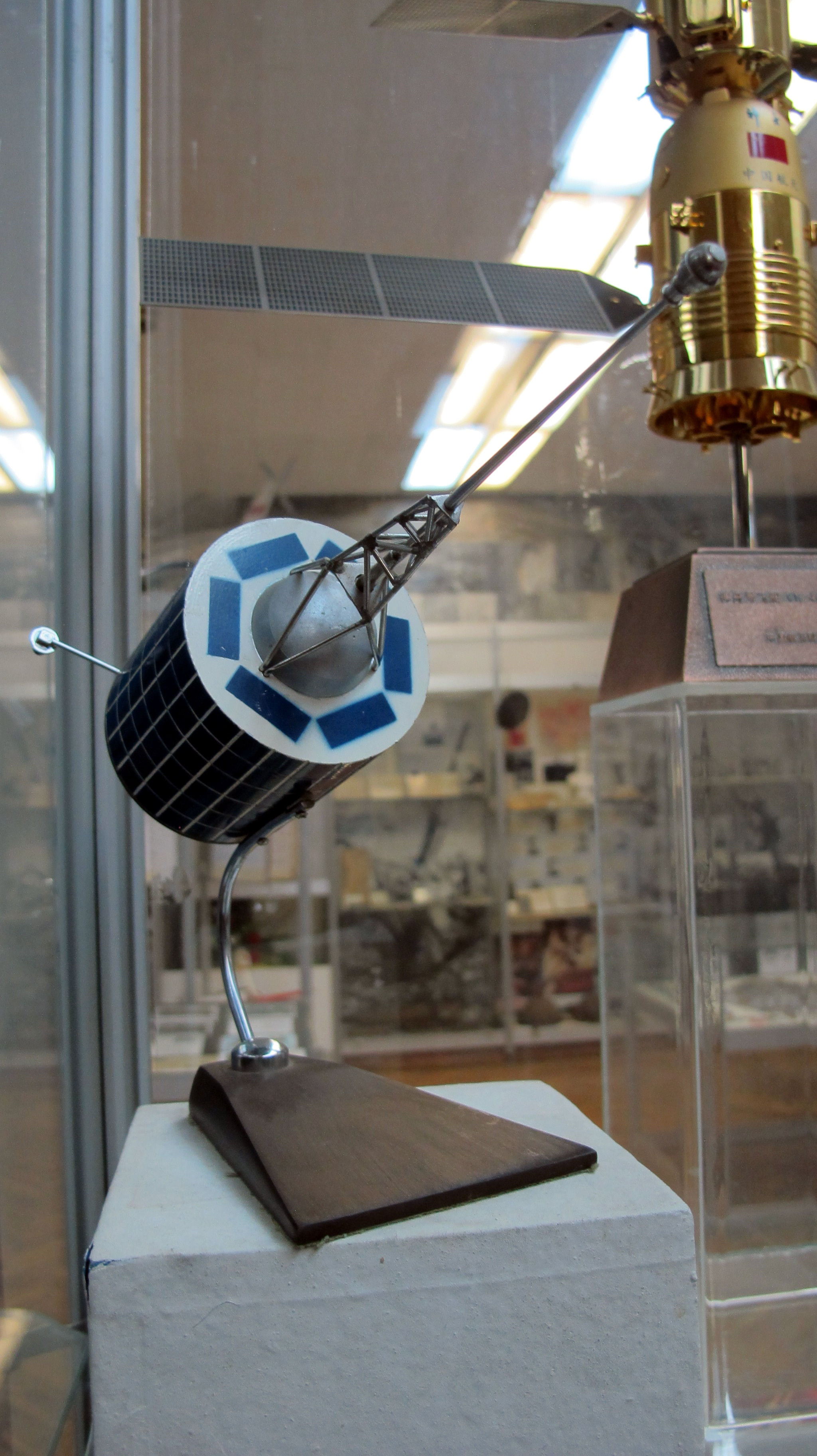
Maquette d'un satellite Tsiklon

Tsiklon (en russe : Циклон, « Cyclone »)  ou Zaliv est le premier satellite de navigation développé par l'Union soviétique. Les 31 satellites de ce type lancés entre 1967 et 1978 avaient pour objectif de permettre aux sous-marins nucléaires lanceurs d'engins de calculer leur position pour que ceux-ci atteignent leur cible avec suffisamment de précision. Le système subit une longue mise au point liée aux insuffisances du logiciel utilisé et à des données géodésiques trop grossières. Il devient opérationnel sous l'appellation Zaliv en 1973. Il sera remplacé progressivement à partir de 1974 par les satellites Parous. 

## Historique
Les responsables soviétiques définissent à la fin des années 1950 le cahier des charges d'un Système de positionnement par satellites. L'objectif est de fournir aux sous-marins nucléaires lanceurs d'engins soviétiques leur position avec une précision suffisante pour que leurs missiles atteignent leurs cibles. Le projet débute en 1962. Le développement du satellite est confié à ISS Reshetnev. Raiopribor développe la charge utile (système de navigation) et MNIIRS MPSS (Nesvist) le système de télécommunications. L'institut de recherche NII-695 élabore en 1962 les principes de fonctionnement du système. Les satellites doivent être placés sur une orbite basse entre 800  et   1 000 km d'altitude et la détermination de la position repose sur l'effet Doppler. Les premiers lancements ont lieu en 1967 pour permettre la mise au point du système. L'équipement embarqué à bord des sous-marins comprend un équipement radio Sirius une plateforme de stabilisation d'antenne Signal supportant une antenne omnidirectionnelle Konus-4 ainsi qu'une antenne Kvant-L. Les premiers tests ont lieu en mer Noire à bord d'un navire du projet 680. La précision du système (erreur de 3 km) est considérée comme inacceptable. Le problème provient en grande partie du logiciel de modélisation des orbites des satellites. Une meilleure modélisation et la prise en compte plus fine des anomalies du champ de gravité terrestre parviennent à améliorer d'un facteur 10 à 30 la précision du système. Les tests réalisés en 1969 indiquent que celle-ci atteint 100 m. Les tests des Tsiklon se poursuivent jusqu'en 1972. À cette date le système est déclaré opérationnel et les satellites lancés par la suite prennent le nom de Zaliv. Ce système sera rapidement remplacé par les satellites Parous.

## Caractéristiques techniques
Chaque satellite d'une masse d'environ 800 kg a la forme d'un cylindre de 3 m. de haut de 2,04 m de diamètre prolongé par plusieurs antennes. La plateforme cylindrique de type Kaur-1 est spinnée et recouverte de cellules solaires qui produisent en moyenne 200 watts. Le satellite est stabilisé par gradient de gravité. Les équipements sont placés dans un compartiment hermétique. 

## Historique des lancements
| Date de lancement | Désignation              | Identifiant COSPAR | Notes |
| ----------------- | ------------------------ | ------------------ | ----- |
| 15 mai 1967       | Cosmos 158 (Zaliv-GVM)   | 1967-045A          |       |
| 27 septembre 1967 | Cosmos (181) (Zaliv-GVM) | 1967-F10           | Échec |
| 23 novembre 1967  | Cosmos 192               | 1967-116A          |       |
| 7 mai 1968        | Cosmos 220               | 1968-040A          |       |
| 13 août 1969      | Cosmos 292               | 1969-070A          |       |
| 21 octobre 1969   | Cosmos 304               | 1969-091A          |       |
| 11 avril 1970     | Cosmos 332               | 1970-028A          |       |
| 12 octobre 1970   | Cosmos 371               | 1970-083A          |       |
| 12 décembre 1970  | Cosmos 385               | 1970-108A          |       |
| 22 mai 1971       | Cosmos 422               | 1971-046A          |       |
| 15 décembre 1971  | Cosmos 465               | 1971-111A          |       |
| 25 février 1972   | Cosmos 475               | 1972-009A          |       |
| 6 mai 1972        | Cosmos 489               | 1972-035A          |       |
| 16 août 1972      | Cosmos 514 (Zaliv-GVM)   | 1972-062A          |       |
| 26 janvier 1973   | Cosmos 546 (Zaliv-GVM)   | 1973-005A          |       |
| 25 mai 1973       | Cosmos (562)             | 1973-F03           | Échec |
| 20 juin 1973      | Cosmos 574               | 1973-042A          |       |
| 14 septembre 1973 | Cosmos 586               | 1973-065A          |       |
| 29 décembre 1973  | Cosmos 627               | 1973-109A          |       |
| 17 janvier 1974   | Cosmos 628               | 1974-001A          |       |
| 27 juin 1974      | Cosmos 663               | 1974-048A          |       |
| 18 octobre 1974   | Cosmos 689               | 1974-079A          |       |
| 22 avril 1975     | Cosmos 729               | 1975-034A          |       |
| 3 février 1976    | Cosmos 800               | 1976-011A          |       |
| 2 juin 1976       | Cosmos 823               | 1976-051A          |       |
| 29 juillet 1976   | Cosmos 846               | 1976-078A          |       |
| 20 janvier 1977   | Cosmos 890               | 1977-004A          |       |
| 28 octobre 1977   | Cosmos 962               | 1977-107A          |       |
| 15 mars 1978      | Cosmos 994               | 1978-028A          |       |
| 27 juillet 1978   | Cosmos 1027              | 1978-074A          |       |